# あなたがどこかで
「あなたがどこかで」は、日本のロックバンドである安全地帯の楽曲。
2022年7月20日に日本コロムビアのBETTER DAYSレーベルから配信限定シングルとしてリリースされ、同年10月12日には31枚目のシングルとしてパッケージ版が改めてリリースされた。前作「愛の戦友」（2022年）よりおよそ5か月ぶりにリリースされたシングルであり、作詞は松井五郎、作曲は玉置浩二が担当している。
本作はNHK総合およびNHK教育の音楽番組『みんなのうた』（1961年 - ）にて同年6月および7月に放送された。コロナ禍を始めとする不安定な社会情勢に対し、「人はけっして一人じゃない」というメッセージが込められたバラードソングであり、後に北海道旭川市からの要請により市制施行100年の記念曲として選定された。本作はオリコンシングルチャートにて最高位27位となった。

## 制作、メディアでの使用
本作はNHK総合およびNHK教育の音楽番組『みんなのうた』（1961年 - ）における2022年6月および7月の新曲として書き下ろされた。安全地帯の楽曲が同番組にて採用されるのは初となり、また玉置浩二のソロ楽曲も含めると14枚目のシングル「HAPPY BIRTHDAY〜愛が生まれた〜」（1998年）のカップリング曲であった「愛だったんだよ」が採用されて以来で24年ぶりとなった。また、同番組において本作は5分間1曲枠で放送された。
番組内で使用されたアニメーション映像は、アニメーターの加藤隆が制作を担当した。本作はコロナ禍を始めとする不安定な社会情勢によって平穏な生活が困難にさらされる中、「物理的には、会えなくても、人はけっして一人じゃない。心の距離だけはいつでも変わらずにいたい。そして誰かにきっと守られている」という思いが込められている。本作の作詞は松井五郎が手掛けているが、松井が安全地帯の楽曲の作詞を担当するのは25枚目のシングル「反省」（2002年）以来でありおよそ20年ぶりとなった。

## リリース、チャート成績
本作は『みんなのうた』のために書き下ろされた楽曲であったが、加藤が手掛けたアニメーション映像と楽曲のマッチングに対し、「感動した」「涙した」という感想が多数届けられており、リクエストが殺到したために2022年7月20日に日本コロムビアのBETTER DAYSレーベルからバンド初となる配信限定シングルとしてリリースされた。また、本作は北海道旭川市から楽曲提供のオファーを受けたことから市制施行100年記念曲に決定した。記念曲として提供したいという安全地帯側の要望を受け、市側からオファーを受けたNHKが快諾したために実現する運びとなった。これを受けて同年8月1日以降、旭川市を中心に記念曲として様々な場所で本作が使用されることとなった。
その後、同年10月12日にはパッケージ版となるマキシシングル形態として改めてリリースされた。パッケージ版には『みんなのうた』内で放送されていたアニメーション映像や、玉置の26枚目のシングル「星路」（2022年）の「billboard classics玉置浩二35th ANNIVERSARY LEGENDARY SYMPHONIC CONCERT 2022 “Arcadia -理想郷-” Special 2days in河口湖ステラシアター」公演での歌唱映像が収録されたDVDが付属されている。パッケージ版はオリコンシングルチャートにて最高位27位、登場週数5回となった。

## シングル収録曲

### CD
| 全作詞: 松井五郎、全作曲: 玉置浩二、全編曲: 安全地帯。 |                                            |          |            |      |
| #                                                      | タイトル                                   | 作詞     | 作曲・編曲 | 時間 |
| 1.                                                     | 「あなたがどこかで」                       | 松井五郎 | 玉置浩二   | 4:40 |
| 2.                                                     | 「あなたがどこかで」(インストゥルメンタル) | 松井五郎 | 玉置浩二   | 4:39 |
| 合計時間:                                              | 合計時間:                                  | 9:19     |            |      |

### DVD
| 全作曲: 玉置浩二。 | |                 |            |      |
| #                  | タイトル | 作詞            | 作曲・編曲 | 時間 |
| 1.                 | 「あなたがどこかで」(NHK「みんなのうた」2022年6月 - 7月放送 アニメーション: 加藤隆)                                                            | 松井五郎        | 玉置浩二   | 4:40 |
| 2.                 | 「星路（みち）」(billboard classics 玉置浩二35th ANNIVERSARY LEGENDARY SYMPHONIC CONCERT 2022 "Arcadia -理想郷-" 河口湖ステラシアター公演より) | 玉置浩二、TENKO | 玉置浩二   | 4:30 |
| 合計時間:          | 合計時間: | 合計時間:       | 9:10       |      |

## リリース履歴
| No. | 日付           | レーベル                    | 規格                   | 規格品番  | 最高順位 | 備考 |
| --- | -------------- | --------------------------- | ---------------------- | --------- | -------- | ---- |
| 1   | 2022年7月20日  | 日本コロムビア／BETTER DAYS | デジタル・ダウンロード | -         |          |      |
| 2   | 2022年10月12日 | 日本コロムビア／BETTER DAYS | マキシシングル         | COZA-1952 | 27位     |      |